# Cornelis Rol
Cornelis Rol (Edam, 2 september 1877 – Voorburg, 31 januari 1963) was een Nederlands graficus, schilder, lithograaf en illustrator. Hij werd vooral bekend door zijn medewerking aan zestien Verkade-albums.  Hij maakte daarvoor de pentekeningen en aquarellen en ontwierp diverse boekbanden en omslagen voor de albums, bijvoorbeeld voor het Texel-album van Jac. P. Thijsse.
Rol ontving zijn artistieke opleiding aan de Tekenschool in Edam en aan de Rijksnormaalschool in Amsterdam. Hij werd later leraar tekenen aan de Kunstnijverheidsschool Quellinus Amsterdam.
Hij woonde en werkte in Edam, Amsterdam,  Den Haag tot  1929 en daarna in Voorburg.
Ook zijn zoon Henricus Rol heeft illustraties gemaakt voor de Verkade-albums.
- Biografisch Portaal: 51723496
- Digitale Bibliotheek voor de Nederlandse Letteren: rol_004
- Stuttgart Database of Scientific Illustrators 1450–1950: 10289
- Gemeinsame Normdatei: 1193521033
- International Standard Name Identifier: 0000 0001 2329 5014
- Nederlandse Thesaurus van Auteursnamen: 067557600
- RKD-Nederlands Instituut voor Kunstgeschiedenis: 67772
- Union List of Artist Names: 500190014
- Virtual International Authority File: 173016554